# Municipio de Colomba Costa Cuca
Municipio de Colomba Costa Cuca är en kommun i Guatemala.   Den ligger i departementet Departamento de Quetzaltenango, i den sydvästra delen av landet, 130 km väster om huvudstaden Guatemala City. Antalet invånare är 38 746.